# Prohylobates tandyi
 Prohylobates tandyi  es una   especie  de monos del Viejo Mundo  (Cercopithecidae) extintos del género Prohylobates, que vivió durante los primeros años del Mioceno.